# Sant Llorenç Corrubí
Sant Llorenç Corrubí és una església de les Llosses inclosa a l'Inventari del Patrimoni Arquitectònic de Catalunya.

## Descripció
Situada al mig d'un prat, sobre una petita elevació, s'aixeca una església de nau única, amb presbiteri i la porta oberta a ponent. En l'actualitat, la volta, així com el mur sud, es troben totalment enrunats. Al cantó sud hi degué haver la rectoria i la porta primitiva però avui dia aquest edifici és desaparegut. Té un campanar d'espadanya al costat de ponent.

## Història
Corrubí el trobem esmentat des de temps pretèrits amb els noms de Quero Rubio i Querrubí. L'església és esmentada al 905 com a sufragània de Sant Jaume de Frontanyà. Al segle xvii, donat la repoblació de la comarca i la prosperitat existent, l'edifici és modificat substituint l'absis per un presbiteri rectangular. En els murs del cementiri hom pot veure la cobertura d'aquest absis. També es canvià la porta des del seu lloc originari (façana sud), cap al lloc actual (façana de ponent). Al seu lloc originari (façana sud) cap al lloc actual (façana de ponent). Amb el despoblament del segle xix i actual esdevé el seu abandonament i ruïna.